# Андрій Виджинський
Андрій Виджинський (1 грудня 1921, м. Тернопіль або в с. Чорнокінецька Воля, нині Чортківського району Тернопільської області — 13 липня 1992, Варшава, Польща) — польський прозаїк, драматург.

## Життєпис
Під час Другої світової війни брав участь у русі Опору, був в'язнем німецьких концтаборів.
Займався театральною діяльністю в Катовицях, Лодзі, Варшаві.

## Творчість
Автор драм «Комедія» (1949), «Люди й тіні» (1995—1956), «Сонце крутиться довкола Землі» (1958), «Остання ніч у Сьюдад-Трухільйо» (1975, Киів, «Радянський письменник», 360с.)та інші.